# Яндекс.Затори
Яндекс. Затори — сервіс Яндекса, який до його заборони в Україні інформував користувачів про завантаженість доріг. Це шар на Яндекс. Картах, у Яндекс.Навігаторі і віджет для Android.
Станом на 2017 рік сервіс покриває усю територію України, Росії та Туреччини, а також кілька окремих міст в інших країнах: Мінськ, Алмати й Астану.

## Історія сервісу в Україні
- 12 вересня 2006 р. — дата появи світлофора Яндекс. Заторів.
- 27 лютого 2008 р. — відбувся запуск сервісу Яндекс. Затори в Україні.
- 16 серпня 2010 р. — запущено маршрути з урахуванням заторів усією Україною.
- 19 лютого 2014 р. — запущено бали заторів для Одеси.
- 7 квітня 2014 р. — запущено бали заторів для Львова.

## Загальна інформація
Сервіс був доступний на відповідному шарі на Яндекс. Картах, у Яндекс.Навігаторі, а також у вигляді віджета для Android. Ступінь завантаженості доріг позначається кольором, а напрямок руху автомобілів — стрілкою. Зелений колір означає, що дороги вільні, жовтий — є невеликі затори, червоний — рух на ділянці практично зупинився.
Середні швидкісні режими та їх кольорові позначення на Яндекс. Заторах:
```
 зелений — 35+ км/г
 жовтий — 20—35 км/г
 червоний — 5—20 км/г
 бордовий — 0—5 км/г
```

Для деяких міст сервіс не лише показує завантаженість доріг, а й оцінює її в балах за 10-бальною шкалою. Один бал означає, що дороги вільні, десять — краще їхати метро або йти пішки.
Інформація про завантаженість доріг оновлюється кожні кілька хвилин (щочотири хвилини — у вебверсії та щодві — у мобільній програмі).

## Принцип роботи